# فاليبونافيناتريكس
فاليبونافيناتريكس بالإنجليزية (Vallibonavenatrix) هو جنس من الديناصورات اللاحمة من فصيلة السبينوصوريات عاشت في العصر الطباشيري المبكر تحديدا في العهد الباريمي في شبه الجزيرة الإيبيرية (إسبانيا).
- سبينوصور
- سوكوميمس
- سيجيلماساصور
- إيريتاتور
- إكثيوفيناتور
- أوكزالايا
- باريونيكس
- باريونيكسيات